# بيت فرايز
بيت فرايز (بالإنجليزية: Pete Fries)‏ هو لاعب كرة قاعدة أمريكي، ولد في 30 أكتوبر 1857 في سكرانتون في الولايات المتحدة، وتوفي في 29 يوليو 1937 في شيكاغو في الولايات المتحدة.